# Giro di Croazia 2016
Il Giro di Croazia 2016, quinta edizione della corsa, valevole come evento dell'UCI Europe Tour 2016, si svolse dal 19 al 24 aprile 2016 su un percorso di 982,1 km ripartiti in sei tappe. Fu vinto da Matija Kvasina davanti a Jesper Hansen e Víctor de la Parte.
Alla partenza ad Osijek erano presenti 161 ciclisti dei quali 126 tagliarono il traguardo di Zagabria.

## Tappe
| Tappa  | Data      | Percorso                                        | km    | Vincitore di tappa | Leader cl. generale |
| ------ | --------- | ----------------------------------------------- | ----- | ------------------ | ------------------- |
| 1ª     | 19 aprile | Osijek > Varaždin                               | 230,4 | Giacomo Nizzolo    | Giacomo Nizzolo     |
| 2ª     | 20 aprile | Parco nazionale dei laghi di Plitvice > Spalato | 240   | Mark Cavendish     | Mark Cavendish      |
| 3ª     | 21 aprile | Macarsca > Sebenico                             | 190,8 | Giacomo Nizzolo    | Giacomo Nizzolo     |
| 4ª     | 22 aprile | Cirquenizza > Monte Maggiore                    | 122,1 | Riccardo Zoidl     | Matija Kvasina      |
| 5ª     | 23 aprile | Parenzo > Umago (cron. a squadre)               | 40,3  | Tinkoff            | Matija Kvasina      |
| 6ª     | 24 aprile | Sveti Martin na Muri > Zagabria                 | 158,5 | Sondre Holst Enger | Matija Kvasina      |
| Totale | Totale    | Totale                                          | 982,1 |                    |                     |

## Squadre e corridori partecipanti
| N.      | Cod. | Squadra                     |
| ------- | ---- | --------------------------- |
| 1-8     | CCC  | CCC Sprandi Polkowice       |
| 11-18   | AST  | Astana Pro Team             |
| 21-27   | AST  | Astana Pro Team             |
| 31-38   | IAM  | IAM Cycling                 |
| 41-47   | TNK  | Tinkoff                     |
| 51-58   | TFR  | Trek-Segafredo              |
| 61-68   | VAT  | Verva-ActiveJet             |
| 71-78   | AND  | Androni Giocattoli-Sidermec |
| 81-87   | BAR  | Bardiani-CSF                |
| 91-98   | TNN  | Team Novo Nordisk           |
| 101-108 | ONE  | ONE Pro Cycling             |

| N.      | Cod. | Squadra                        |
| ------- | ---- | ------------------------------ |
| 111-118 | GAZ  | Gazprom-RusVelo                |
| 121-127 | ADR  | Adria Mobil                    |
| 131-138 | BCP  | Synergy Baku Project           |
| 141-148 | CAT  | Cycling Academy Team           |
| 151-157 | RIJ  | Cyclingteam Join's-De Rijke    |
| 161-168 | MKT  | Meridiana-Kamen Team           |
| 171-177 | RAR  | Radenska-Ljubljana             |
| 181-188 | RWS  | Felbermayr-Simplon Wels        |
| 191-198 | WGN  | Team Wiggins                   |
| 201-208 | WIL  | Veranda's Willems Cycling Team |

## Evoluzione delle classifiche
| Tappa             | Vincitore          | Classifica generale | Classifica a punti | Classifica scalatori | Classifica giovani | Classifica per squadre       |
| ----------------- | ------------------ | ------------------- | ------------------ | -------------------- | ------------------ | ---------------------------- |
| 1                 | Giacomo Nizzolo    | Giacomo Nizzolo     | Giacomo Nizzolo    | Guillaume Boivin     | Aleksej Kurbatov   | Synergy Baku Cycling Project |
| 2                 | Mark Cavendish     | Mark Cavendish      | Mark Cavendish     | Nicola Boem          | Aleksej Kurbatov   | Synergy Baku Cycling Project |
| 3                 | Giacomo Nizzolo    | Giacomo Nizzolo     | Giacomo Nizzolo    | Nicola Boem          | Aleksej Kurbatov   | Gazprom-RusVelo              |
| 4                 | Riccardo Zoidl     | Matija Kvasina      | Giacomo Nizzolo    | Riccardo Zoidl       | Domen Novak        | Synergy Baku Cycling Project |
| 5                 | Tinkoff            | Matija Kvasina      | Giacomo Nizzolo    | Riccardo Zoidl       | Domen Novak        | Synergy Baku Cycling Project |
| 6                 | Sondre Holst Enger | Matija Kvasina      | Giacomo Nizzolo    | Riccardo Zoidl       | Domen Novak        | Synergy Baku Cycling Project |
| Classifica finale | Classifica finale  | Matija Kvasina      | Giacomo Nizzolo    | Riccardo Zoidl       | Domen Novak        | Synergy Baku Cycling Project |

## Classifiche finali

### Classifica generale
| Pos. | Corridore           | Squadra     | Tempo     |
| ---- | ------------------- | ----------- | --------- |
| 1    | Matija Kvasina      | Synergy B.  | 23h29'29" |
| 2    | Jesper Hansen       | Tinkoff     | a 24"     |
| 3    | Víctor de la Parte  | CCC Sprandi | a 32"     |
| 4    | Felix Großschartner | CCC Sprandi | a 47"     |
| 5    | Radoslav Rogina     | Adria Mobil | a 1'16"   |
| 6    | Domen Novak         | Adria Mobil | a 1'47"   |
| 7    | Kirill Pozdnjakov   | Synergy B.  | a 2'19"   |
| 8    | Markus Eibegger     | Felbermayr  | a 3'26"   |
| 9    | Scott Davies        | Wiggins     | a 3'38"   |
| 10   | Riccardo Zoidl      | Trek        | a 3'50"   |